# Gabriel Lopes
Gabriel José Almeida Lopes (Lousã, 15 de mayo de 1997) es un deportista portugués que compite en natación. Ganó una medalla de bronce en el Campeonato Europeo de Natación de 2022, en la prueba de 200 m estilos.

## Palmarés internacional
| Campeonato Europeo | Campeonato Europeo | Campeonato Europeo | Campeonato Europeo |
| Año                | Lugar              | Medalla            | Prueba             |
| ------------------ | ------------------ | ------------------ | ------------------ |
| 2022               | Roma (Italia)      | Medalla de bronce  | 200 m estilos      |